# إنجازات ملوك إنجلترا

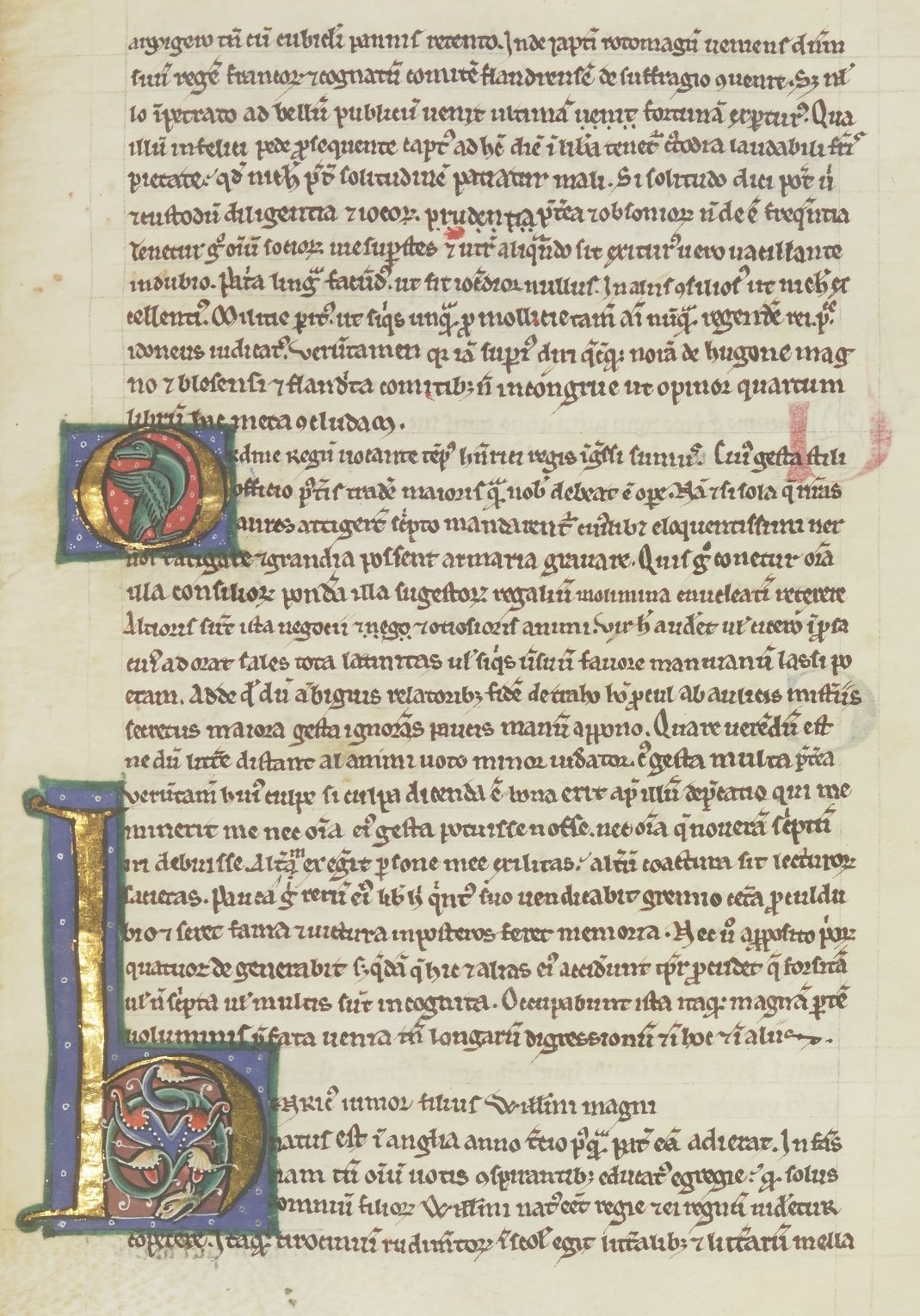
إنجازات ملوك إنجلترا

إنجازات ملوك إنجلترا (باللاتينية: Gesta Regum Anglorum) والذي يعني باللاتينية «أفعال ملوك الإنجليز» وهو النسخة اللاتينية لكتاب " Deeds of the kings of the English ")، كانت تحمل في الأصل عنوان De Gestis Regum Anglorum («حول أفعال ملوك الإنجليز») وحوّلت إلى الإنجليزية فأصبح The Chronicles (المدونات) أو The History of the Kings of England (تاريخ ملوك إنجلترا)، وهو سجل تاريخي من تأليف ويليام مالميسبيري، حيث يتحدث عن ملوك إنجلترا من بداية القرن الثاني عشر الميلادي.
وكان مصاحب لصدور كتابه Gesta Pontificum Anglorum بالإنجليزية (Deeds of the English Bishops) ومتبوع بكتابه (Historia Novella) التي لا زالت أحداثه تُسرد لعدة سنوات أخرى.
أُخذت الأجزاء التي تناولت الحملة الصليبية الأولى في الكتاب من كتاب (Gesta Francorum Iherusalem peregrinantium) وهو مدونة تاريخية لفوشيه الشارتري.

## طبعات
- Sharpe، John، المحرر (1815)، The History of the Kings of England and the Modern History of William of Malmesbury، London: W. Bulmer & Co. for Longman, Hurst, Rees, Orme, & Brown، مؤرشف من الأصل في 2021-06-18.
- Hardy، Thomas Duffus؛ وآخرون، المحررون (1855)، "Willelmi Malmesburiensis Monachi Gesta Regum Anglorum atque Historia Novella"، Saeculum XII: Willelmi Malmesburiensis Monachi Opera Omnia، Patrologiae Cursus Completus, Series Latina  [لغات أخرى]‏, Vol. 179، Paris: Paul Dupont for Garnier Bros.، ج. Vol. I، ص. 959–1390 {{استشهاد}}: |المجلد= يحوي نصًّا زائدًا (مساعدة). باللغة اللاتينية
- Giles، J.A.، المحرر (1847)، William of Malmesbury's Chronicle of the Kings of England: From the Earliest Period to the Reign of King Stephen, with Notes and Illustrations، London: Henry G. Bohn.
- Mynors، R.A.B.؛ وآخرون، المحررون (1998)، Gesta Regum Anglorum، Oxford Medieval Texts، Oxford: Clarendon Press، ج. Vol. I {{استشهاد}}: |المجلد= يحوي نصًّا زائدًا (مساعدة). باللغة اللاتينية & باللغة الإنجليزية
- Thomson، R.M.؛ وآخرون، المحررون (1999)، Gesta Regum Anglorum، Oxford Medieval Texts، Oxford: Clarendon Press، ج. Vol. II: General Introduction & Commentary {{استشهاد}}: |المجلد= يحوي نصًّا زائدًا (مساعدة). باللغة اللاتينية & باللغة الإنجليزية